# Walckenaeria tenuitibialis
Walckenaeria tenuitibialis là một loài nhện trong họ Linyphiidae.
Loài này thuộc chi Walckenaeria. Walckenaeria tenuitibialis được Robert Bosmans miêu tả năm 1993.